# Quiz Show (film)
(Il padre di Charles Van Doren, citando da Misura per misura di William Shakespeare)
Quiz Show è un film del 1994 diretto da Robert Redford. La pellicola narra dello scandalo il quale alla fine degli anni cinquanta svelò all'opinione pubblica statunitense che il più popolare quiz televisivo dell'epoca, Twenty-One, era truccato. Il soggetto è tratto dal memoriale di Richard N. Goodwin, l'uomo che indagò sulla vicenda denunciando i responsabili, che figura anche come coproduttore della pellicola.

## Trama
Nell'America degli anni cinquanta impazza la moda per i telequiz ed Herb Stempel, un ebreo originario del Queens, è la stella di Twenty-One, il quiz più seguito della NBC. Un progressivo calo dei telespettatori porta però i rappresentanti dello sponsor a richiedere un volto più fresco che rilanci l'immagine del programma, cosa di cui il presidente della rete incarica i produttori che hanno in capo la gestione del programma, Dan Enright ed Albert Freedman. Inizialmente contrario, Stempel alla fine cede alle richieste dei produttori con la promessa d'avervi in cambio un nuovo ingaggio televisivo, e perciò esce di scena, perdendo platealmente una sfida decisiva in seno alla trasmissione, per lasciare il posto ad un nuovo concorrente più affascinante e telegenico, Charles Van Doren, docente presso la Columbia University, oltreché figlio del poeta e scrittore premio Pulitzer Mark Van Doren.
Grazie alla magnetica presenza di Van Doren il programma riacquista grande seguito ma intanto Stempel, che ha rapidamente bruciato la sua vincita, non vedendosi confermate le sue aspirazioni ad una carriera televisiva paventategli dai suoi vecchi capi, denuncia per frode Enright e Freedman al Grand Jury, dichiarando, pur con una deposizione alquanto ingarbugliata e senza poter addurvi delle prove concrete, che gli fornivano le risposte da dare nel quiz. La denuncia, con una strana procedura, viene però subito archiviata, ma un ispettore del Congresso, Richard Goodwin, si insospettisce e comincia ad indagare. Nonostante l'affidabilità dell'unico accusatore sia praticamente ai minimi livelli, Goodwin intuisce che qualcosa di strano deve esserci, anche se Van Doren si presenta come una persona colta ed affabile, tanto che gli diventa amico.
Col prosieguo delle indagini, Van Doren, sempre più pressato dall'ispettore e dalla propria coscienza, perde deliberatamente il titolo di campione, lasciando lo show con una vincita notevolissima. Goodwin, che intanto ha raccolto prove sufficienti per incriminare i produttori, gli consiglia di tenersene alla larga, promettendogli che non lo coinvolgerà nel processo ma Stempel, nella sua pittoresca quanto esaustiva testimonianza alla sottocommissione del Congresso, arriva a denunciare anche Van Doren, dicendo che sicuramente deve aver avuto pure lui le risposte giuste dai produttori.
Con una piena confessione resa di fronte alla commissione, Charles Van Doren si accusa dei fatti contestati, liberandosi così la coscienza dal pesantissimo fardello. L'inchiesta quindi riesce nell'inchiodare i due produttori che però, per coprire i loro diretti superiori e le altre personalità coinvolte, si accollano per intero le colpe dell'accaduto e pertanto il presidente della NBC ed il titolare della ditta sponsorizzatrice del programma ne escono puliti, senza che Goodwin riesca a portare alcuna prova a loro carico. Peraltro Enright e Freedman, scontata la loro colpa, potranno contare sulla riconoscenza dei loro potenti datori di lavoro, che grazie a loro sono rimasti impuniti.

## Distribuzione
Il film uscì nelle sale americane il 14 settembre 1994. In Italia, invece, è uscito il 16 febbraio 1995.

### Versione italiana
La direzione del doppiaggio italiano è a cura di Giorgio Piazza, su dialoghi di Francesco Vairano, per conto della C.D.C. La sonorizzazione, invece, venne affidata alla SEFIT.

## Riconoscimenti
- 1995 - Premio Oscar
  - Candidatura Miglior film a Michael Jacobs, Julian Krainin, Michael Nozik e Robert Redford
  - Candidatura Migliore regia a Robert Redford
  - Candidatura Miglior attore non protagonista a Paul Scofield
  - Candidatura Migliore sceneggiatura non originale a Paul Attanasio
- 1995 - Golden Globe
  - Candidatura Miglior film drammatico
  - Candidatura Migliore regia a Robert Redford
  - Candidatura Miglior attore non protagonista a John Turturro
  - Candidatura Migliore sceneggiatura a Paul Attanasio
- 1995 - Premio BAFTA
  - Migliore sceneggiatura non originale a Paul Attanasio
  - Candidatura Miglior film a Michael Jacobs, Julian Krainin, Michael Nozik e Robert Redford
  - Candidatura Miglior attore non protagonista a Paul Scofield
- 1995 - Chicago Film Critics Association Award
  - Candidatura Miglior attore non protagonista a John Turturro
- 1995 - Screen Actors Guild Award
  - Candidatura Miglior attore non protagonista a John Turturro
- 1994 - New York Film Critics Circle Award
  - Miglior film
  - Candidatura Miglior attore non protagonista a Paul Scofield
  - Candidatura Migliore sceneggiatura a Paul Attanasio